# 大阪府立羽曳野支援学校
大阪府立羽曳野支援学校（おおさかふりつ はびきのしえんがっこう）は、大阪府羽曳野市はびきの三丁目にある特別支援学校。
小学部・中学部を設置し、病弱児の児童・生徒を主な対象とした支援教育を行なっている。大阪はびきの医療センターが隣にあり、そこから通う児童・生徒が多い、また医療センターと連携を取った教育体制を持つ。大阪府南部の病弱児のいる病院や自宅への訪問学級も担当している。

## 沿革
1957年に南河内郡南大阪町・大阪府立結核療養所羽曳野病院（現、大阪はびきの医療センター）内に、南大阪町立埴生小学校および南大阪町道明寺町学校組合立誉田中学校羽曳野分校が設置されたことに始まる。
1973年には羽曳野市（南大阪町が1959年市制施行）から大阪府に移管され、大阪府立富田林養護学校羽曳野分教室となった。
1975年には病弱児を対象とした大阪府立泉北養護学校が開校した。開校に伴い羽曳野分教室は泉北養護学校に移管され、大阪府立泉北養護学校羽曳野分教室となった。
また同年には、堺市立浅香山養護学校（1981年廃校）から、市立堺病院（2015年堺市立総合医療センターに改称）・大阪労災病院・国立泉北病院（1999年近畿大学医学部堺病院へ移管、2018年堺咲花病院へ再移管）の3病院の院内学級を泉北養護学校院内学級として移管・継承している。ただし市立堺病院の院内学級については、1997年に堺市立熊野小学校・殿馬場中学校院内学級へと移管・改編され、2015年には同病院の移転により堺市立家原寺小学校・津久野中学校院内学級に移管されている。
羽曳野分教室は1989年、泉北養護学校羽曳野分校へ改編している。
大阪府立泉北養護学校は1990年代後半、従来の病弱児養護学校から知的障害児を対象にした養護学校に改編されることになった。これに伴い、1998年4月に大阪府立羽曳野養護学校として独立開校した。その際に分教室を泉北養護学校から羽曳野養護学校分教室として継承している。
学校教育法の改正による特別支援学校制度の導入により、2008年4月に学校名を大阪府立羽曳野支援学校に変更した。

### 年表
- 1957年 - 南大阪町立埴生小学校・南大阪町道明寺町学校組合立誉田中学校分校を設置。
- 1959年1月15日 - 羽曳野市の市制施行により、羽曳野市立埴生小学校・羽曳野市道明寺町学校組合立誉田中学校分校となる。
- 1959年4月20日 - 誉田中学校学校組合の解消により、羽曳野市立埴生小学校・誉田中学校分校となる。
- 1973年4月1日 - 大阪府に移管。大阪府立富田林養護学校羽曳野分教室に改編。
- 1975年4月1日 - 大阪府立泉北養護学校が開校。羽曳野分教室は大阪府立泉北養護学校に移管し、大阪府立泉北養護学校羽曳野分教室と称する。堺市立浅香山養護学校より院内学級を継承。
- 1989年4月1日 - 大阪府立泉北養護学校羽曳野分校に改編。
- 1997年4月1日 - 大阪府立母子保健総合医療センター（現、大阪母子医療センター）分教室を開設。
- 1998年4月1日 - 大阪府立羽曳野養護学校として独立開校。分教室を羽曳野養護学校に移管。
- 2004年 - 近畿大学医学部附属病院（現、近畿大学病院）分教室を開設。
- 2008年4月1日 - 大阪府立羽曳野支援学校に改称。

## 分教室
- 大阪母子医療センター分教室（和泉市室堂町）
- 堺咲花病院分教室（堺市南区原山台）
- 近畿大学病院分教室（大阪狭山市大野東）
- 大阪労災病院分教室（堺市北区長曽根町）
- 大阪急性期・総合医療センター分教室（大阪市住吉区万代東）
- 阪南病院分教室（堺市中区八田南之町）

## 交通
- 近鉄南大阪線 藤井寺駅または南大阪線・長野線 古市駅 から 近鉄バスで「府立医療センター前」停留所下車徒歩約10分。